# Lijst van Rooms-Duitse koningen en keizers
Dit is een lijst van Rooms-Duitse koningen en keizers, de heersers van het Heilige Roomse Rijk (962-1806).
De titel van Roomse keizer (eigenlijk: "keizer der Romeinen", Latijn: Imperator Romanorum) ontstond in het jaar 800 toen de paus Karel de Grote tot keizer kroonde, waarbij deze zich met de translatio imperii beschouwde als opvolger van het Romeinse imperium. De keizerskroon werd tot 925 gedragen door de koningen van Italië, die vaak ook koning van Duitsland waren. Met betrekking tot de koningsverkiezing van Hendrik de Vogelaar (919-936) werd voor het eerst gesproken over het regnum Teutonicorum, het koninkrijk van de Teutonen of Duitsers, een teken dat een gebied los begon te worden gezien van de heerser. Het Heilige Roomse Rijk was echter groter dan het Duitse Rijk. Waar het laatste bestond uit het koninkrijk van de Duitsers – waaronder toen ook Oostenrijk, Bohemen en het latere Zwitserland – bestond het Heilige Roomse Rijk ook nog uit de koninkrijken Bourgondië, Italië en de wereldlijke heerschappij over Rome.
Sinds 962 werd de keizerskroon steeds gedragen door de Duitse koning (Rooms-koning). Voor de nummering van de Duitse koningen wordt ook de nummering van de keizers gebruikt; echter hebben sommige Rooms-koningen zich nooit door de paus tot keizer laten kronen. De niet-officiële benaming Rooms-Duitse koning/keizer/heerser is geïntroduceerd in de 19e-eeuwse geschiedschrijving om een onderscheid te kunnen maken met de Romeinse koningen (Romeins Koninkrijk, ca. 750–509 v.Chr.) en Romeinse keizers (Romeinse Keizerrijk, 27 v.Chr.–476/1453 n.Chr.) in de Oudheid enerzijds en de moderne Duitse keizers (Duitse Keizerrijk, 1871–1918) anderzijds.
Het Heilige Roomse Rijk heeft bestaan tot 1806, toen de (door keurvorsten gekozen) keizer Frans II, onder druk van Napoleon afstand deed van de kroon. Twee jaar eerder had hij zich als Frans I tot (erfelijk) keizer van Oostenrijk laten kronen.

## Frankische koningen en keizers van het Roomse Rijk (800-840)
Opmerking: tegenkoningen zijn schuingedrukt weergegeven.
| Naam                | Koning  | Keizer  | Tevens             | Koningskroning Keizerskroning                                                        |
| ------------------- | ------- | ------- | ------------------ | ------------------------------------------------------------------------------------ |
| Karolingische Huis  |         |         |                    |                                                                                      |
| Karel I de Grote    | 768-814 | 800-814 | hertog van Beieren | koningsopvolging van zijn vader keizerskroning 25 december te Rome door paus Leo III |
| Lodewijk I de Vrome | 814-840 | 816-840 | hertog van Beieren | koningsopvolging van zijn vader keizerskroning te Reims door paus Stefanus IV        |

## Oost-Frankische koningen en keizers van het Roomse Rijk (843-911)
| Naam                   | Koning  | Keizer  | Tevens                               | Koningskroning Keizerskroning                                                              |
| ---------------------- | ------- | ------- | ------------------------------------ | ------------------------------------------------------------------------------------------ |
| Karolingische Huis     |         |         |                                      |                                                                                            |
| Lodewijk II de Duitser | 843-875 |         | hertog van Beieren                   | koningsopvolging van zijn vader geen keizer                                                |
| Karloman van Beieren   | 876-880 |         | hertog van Beieren koning van Italië | koningsopvolging van zijn vader geen keizer                                                |
| Lodewijk III de Jonge  | 880-882 |         | hertog van Beieren                   | koningsopvolging van zijn broer geen keizer                                                |
| Karel III de Dikke     | 882-887 | 881-887 | hertog van Beieren                   | koningsopvolging van zijn broer keizerskroning 12 februari te Rome door paus Johannes VIII |
| Arnulf van Karinthië   | 887-899 | 896-899 | hertog van Beieren                   | koningsstaatsgreep keizerskroning door paus Formosus neef, onechte zoon van Karloman       |
| Zwentibold             | 899-900 |         | koning van Lotharingen               | koningsopvolging te Forchheim geen keizer, onechte zoon van Arnulf                         |
| Lodewijk IV het Kind   | 900-911 |         |                                      | koningsbenoeming 4 februari te Forchheim geen keizer, halfbroer, zoon van Arnulf           |

## Duitse koningen en keizers van het Roomse Rijk (911-962)
| Naam                        | Koning  | Keizer  | Tevens                 | Koningskroning Keizerskroning                                                            |
| --------------------------- | ------- | ------- | ---------------------- | ---------------------------------------------------------------------------------------- |
| Huis Konradijnen            |         |         |                        |                                                                                          |
| Koenraad I                  | 911-918 |         | hertog van Frankenland | koningsverkiezing te Forchheim geen keizer                                               |
| Huis Liudolfingen (Ottonen) |         |         |                        |                                                                                          |
| Hendrik I de Vogelaar       | 919-936 |         | hertog van Saksen      | koningsverkiezing in mei te Fritzlar geen keizer                                         |
| Otto I de Grote             | 936-973 | 962-973 | hertog van Saksen      | koningsverheffing te Aken keizerskroning 2 februari te Rome door paus Johannes XII, zoon |

## Duitse koningen en keizers van het Heilige Roomse Rijk (962-1806)
| Naam                          | (Mede-)Koning        | (Mede-)Keizer | Tevens | Koningskroning keizerskroning                                                                                                |
| ----------------------------- | -------------------- | ------------- | --- | --- |
| Huis Liudolfingen (Ottonen)   |                      |               | | |
| Otto I de Grote               | 936-973              | 962-973       | hertog van Saksen | koningsverheffing te Aken keizerskroning 2 februari te Rome door paus Johannes XII                                           |
| Otto II de Rode               | 962/ 973-983         | 967/ 973-983  | hertog van Saksen | koningskroning te Aken keizerskroning te Rome door paus Johannes XII, zoon                                                   |
| Keizerin Theophanu[dode link] | 982-994              | 982-994       | keizerin-gemalin, later regentes voor Otto III                                                                         | |
| Otto III                      | 983-1002             | 996-1002      | | koningskroning te Aken keizerskroning te Rome door paus Gregorius V, zoon                                                    |
| Hendrik II de Heilige         | 1002-1024            | 1014-1024     | hertog van Beieren | koningskroning te Mainz keizerskroning te Rome door paus Benedictus VIII, achterneef                                         |
| Salische Huis                 |                      |               | | |
| Koenraad II de Saliër         | 1024-1039            | 1027-1039     | hertog van Beieren koning van Bourgondië                                                                               | koningskroning te Mainz keizerskroning te Rome door paus Johannes XIX                                                        |
| Hendrik III                   | 1028-1039/ 1039-1056 | 1046-1056     | hertog van Beieren, Zwaben en Karinthië koning van Bourgondië                                                          | koningskroning te Aken keizerskroning te Rome door paus Clemens II, zoon                                                     |
| Hendrik IV                    | 1056-1105            | 1084-1105     | hertog van Beieren | koningskroning te Aken keizerskroning te Rome door tegenpaus Clemens III, zoon, afgezet door zijn zoon Hendrik V             |
| Rudolf van Rheinfelden        | 1077-1080            |               | hertog van Zwaben | tegenkoningskroning te Mainz geen keizer, schoonbroer                                                                        |
| Herman van Salm               | 1081-1086            |               | | tegenkoning gewijd te Goslar geen keizer                                                                                     |
| Koenraad van Franken          | 1087-1098/           |               | hertog van Neder-Lotharingen                                                                                           | medekoningskroning te Milaan geen keizer, zoon van Hendrik IV, afgezet door zijn vader                                       |
| Hendrik V                     | 1098-1105/ 1105-1125 | 1111-1125     | hertog van Beieren | koningskroning te Aken keizerskroning te Rome door paus Paschalis II, zoon van Hendrik IV                                    |
| Huis Supplinburg              |                      |               | | |
| Lotharius III van Supplinburg | 1125-1137            | 1133-1137     | hertog van Saksen | koningskroning te Aken en Monza keizerskroning te Rome door paus Innocentius II                                              |
| Huis Hohenstaufen (Zwaben)    |                      |               | | |
| Koenraad III                  | 1127-1135/ 1138-1152 |               | hertog van Zwaben | tegenkoningsverkiezing te Neurenberg koningskroning te Aken geen keizer, kleinzoon van Hendrik IV                            |
| Hendrik Berengarius           | 1147-1150/           |               | | medekoningskroning te Aken geen keizer, zoon                                                                                 |
| Frederik I Barbarossa         | 1152-1190            | 1155-1190     | hertog van Zwaben | koningskroning te Aken en Arles keizerskroning 11 juni te Rome door paus Adrianus IV, neef                                   |
| Hendrik VI                    | 1169-1190/ 1190-1197 | 1191-1197     | koning van Sicilië, Napels                                                                                             | koningskroning te Aken keizerskroning 14 april te Rome door paus Celestinus III, zoon                                        |
| Filips van Zwaben             | 1198-1208            |               | hertog van hertog van Zwaben                                                                                           | koningskroning te Aken en Mainz geen keizer, broer                                                                           |
| Huis Welfen                   |                      |               | | |
| Otto IV                       | 1198/1208-1218       | 1209-1218     | hertog van Zwaben | koningskroning te Aken keizerskroning 4 oktober te Rome door paus Innocentius III                                            |
| Huis Hohenstaufen (Zwaben)    |                      |               | | |
| Frederik II                   | 1212-1250            | 1220-1250     | koning van Sicilië, koning van Jeruzalem                                                                               | koningskroning te Aken en Mainz keizerskroning te Rome door paus Innocentius III, zoon van Hendrik VI                        |
| Hendrik (VII)                 | 1222-1235/           |               | koning van Sicilië, hertog van Zwaben                                                                                  | koningskroning te Aken geen keizer, zoon                                                                                     |
| Koenraad IV                   | 1237-1250/ 1250-1254 | 1250-1254     | hertog van Zwaben koning van Sicilië, Napels en Jeruzalem                                                              | koningsverkiezing te Wenen nooit tot keizer gekroond, broer                                                                  |
| Hendrik Raspe                 | 1246-1247            |               | hertog van Zwaben en landgraaf van Thüringen                                                                           | tegenkoningsverkiezing te Veitshöchheim geen keizer                                                                          |
| Huis Holland                  |                      |               | | |
| Willem van Holland            | 1248-1254/ 1254-1256 |               | graaf van Holland | koningskroning te Aken (1248) geen keizer                                                                                    |
| Huis Plantagenet              |                      |               | | |
| Richard van Cornwall          | 1257-1272            |               | | koningskroning te Aken geen keizer                                                                                           |
| Alfons                        | 1257-1280            |               | koning van Castilië en León                                                                                            | tegenkoningsverkiezing geen keizer                                                                                           |
| Huis Habsburg                 |                      |               | | |
| Rudolf I                      | 1273-1291            |               | hertog van Oostenrijk                                                                                                  | koningskroning te Aken geen keizer, petekind van Frederik II                                                                 |
| Huis Nassau                   |                      |               | | |
| Adolf I van Nassau            | 1291-1298            |               | graaf van Nassau en landgraaf van Thüringen                                                                            | koningskroning te Aken geen keizer, gesneuveld                                                                               |
| Huis Habsburg                 |                      |               | | |
| Albrecht I van Oostenrijk     | 1298-1308            |               | hertog van Oostenrijk en Stiermarken en landgraaf van Thuringen                                                        | koningskroning te Aken geen keizer, zoon van Rudolf I, vermoord                                                              |
| Huis Luxemburg                |                      |               | | |
| Hendrik VII                   | 1308-1313            | 1312-1313     | graaf van Luxemburg | koningskroning te Aken keizerskroning te Rome door paus Clemens V                                                            |
| Huis Wittelsbach              |                      |               | | |
| Lodewijk IV de Beier          | 1314-1347            | 1328-1347     | hertog van Beieren | koningskroning te Aken keizerskroning te Rome door Sciarra Colonna, kleinzoon van Rudolf I                                   |
| Frederik                      | 1314-1330            |               | hertog van Oostenrijk en Stiermarken                                                                                   | tegenkoningskroning te Bonn geen keizer, neef van Lodewijk IV, zoon van Albrecht I                                           |
| Huis Luxemburg                |                      |               | | |
| Karel IV                      | 1346-1347/ 1347-1378 | 1355-1378     | markgraaf van Moravië en graaf van Luxemburg koning van Bohemen                                                        | medekoningskroning te Bonn koningskroning te Aken keizerskroning te Rome door paus Innocentius VI, kleinzoon van Hendrik VII |
| Gunther                       | 1349-1349            |               | graaf van Schwarzburg                                                                                                  | tegenkoningsverkiezing te Frankfort geen keizer                                                                              |
| Wenceslaus van Bohemen        | 1378-1400            |               | hertog van Luxemburg en keurvorst van Brandenburg koning van Bohemen                                                   | koningskroning te Aken geen keizer, zoon van Karel IV, afgezet                                                               |
| Huis Wittelsbach              |                      |               | | |
| Ruprecht van de Palts         | 1400-1410            |               | keurvorst van de Palts                                                                                                 | koningskroning te Keulen geen keizer                                                                                         |
| Huis Luxemburg                |                      |               | | |
| Jobst                         | 1410-1411            |               | markgraaf van Moravië en keurvorst van Brandenburg                                                                     | koningsverkiezing geen keizer, neef van Wenceslaus                                                                           |
| Sigismund van Luxemburg       | 1411-1437            | 1433-1437     | hertog van Luxemburg en keurvorst van Brandenburg koning van Hongarije en Bohemen                                      | koningskroning te Aken keizerskroning te Rome door paus Eugenius IV, jongere broer van Wenceslaus                            |
| Huis Habsburg                 |                      |               | | |
| Albrecht II van Habsburg      | 1438-1439            |               | hertog van Oostenrijk en Luxemburg koning van Bohemen en Hongarije                                                     | koningsverkiezing te Frankfort geen keizer, schoonzoon                                                                       |
| Frederik III                  | 1440-1493            | 1452-1493     | aartshertog van Oostenrijk en hertog van Karinthië                                                                     | koningskroning te Aken keizerskroning te Rome door paus Nicolaas V, achterneef                                               |
| Maximiliaan I                 | 1486-1493/ 1493-1519 | 1508-1519     | aartshertog van Oostenrijk                                                                                             | koningskroning te Aken keizerskroning door paus Julius II, zoon                                                              |
| Karel V                       | 1519-1556            | 1530-1556     | aartshertog van Oostenrijk koning van Spanje                                                                           | koningskroning te Aken keizerskroning te Bologna door paus Clemens VII, kleinzoon                                            |
| Ferdinand I                   | 1531-1556/ 1556-1564 | 1556-1564     | aartshertog van Oostenrijk koning van Bohemen en Hongarije                                                             | koningskroning te Aken keizersverkiezing te Frankfort, broer                                                                 |
| Maximiliaan II                | 1562-1564/ 1564-1576 | 1564-1576     | aartshertog van Oostenrijk koning van Bohemen en Hongarije                                                             | koningskroning te Frankfort keizersopvolging van zijn vader                                                                  |
| Rudolf II                     | 1575-1576/ 1576-1612 | 1576-1612     | aartshertog van Oostenrijk koning van Bohemen en Hongarije                                                             | koningskroning te Regensburg keizersopvolging van zijn vader                                                                 |
| Matthias                      | 1612-1619            | 1612-1619     | aartshertog van Oostenrijk koning van Hongarije en Bohemen                                                             | konings- en keizerskroning te Frankfort, broer                                                                               |
| Ferdinand II                  | 1619-1637            | 1619-1637     | aartshertog van Oostenrijk koning van Bohemen en Hongarije                                                             | konings- en keizerskroning te Frankfort, neef, via broer van Maximiliaan II                                                  |
| Ferdinand III                 | 1636-1637/ 1637-1657 | 1637-1657     | aartshertog van Oostenrijk koning van Hongarije en Bohemen                                                             | Koningskroning te Regensburg keizersopvolging van zijn vader                                                                 |
| Ferdinand IV                  | 1653-1654/           |               | medekoning van Bohemen en Hongarije                                                                                    | medekoningskroning te Regensburg geen keizer, zoon                                                                           |
| Leopold I                     | 1658-1705            | 1658-1705     | aartshertog van Oostenrijk koning van Bohemen en Hongarije                                                             | konings- en keizerskroning te Frankfort, broer                                                                               |
| Jozef I                       | 1705-1711            | 1705-1711     | aartshertog van Oostenrijk koning van Bohemen, Hongarije en Sardinië                                                   | konings- en keizerskroning te Augsburg, zoon                                                                                 |
| Karel VI                      | 1711-1740            | 1711-1740     | aartshertog van Oostenrijk en hertog van Luxemburg en Parma koning van Bohemen, Hongarije, Sardinië, Sicilië en Napels | konings- en keizerskroning te Frankfort, broer                                                                               |
| interregnum                   |                      |               | | |
| Huis Wittelsbach              |                      |               | | |
| Karel VII                     | 1742-1745            | 1742-1745     | keurvorst van Beieren                                                                                                  | konings- en keizerskroning 12 februari te Frankfort, schoonzoon van Jozef I                                                  |
| Huis Habsburg-Lotharingen     |                      |               | | |
| Frans I Stefan                | 1745-1765            | 1745-1765     | hertog van Lotharingen en Bar en groothertog van Toscane                                                               | konings- en keizerskroning 13 september te Frankfort, schoonzoon van Karel VI                                                |
| Jozef II                      | 1765-1790            | 1765-1790     | hertog van Luxemburg koning van Bohemen en Hongarije                                                                   | koningskroning te Frankfort keizersopvolging van zijn vader                                                                  |
| Leopold II                    | 1790-1792            | 1790-1792     | groothertog van Toscane en hertog van Luxemburg koning van Bohemen en Hongarije                                        | konings- en keizerskroning te Frankfort, broer                                                                               |
| Frans II                      | 1792-1806            | 1792-1806     | hertog van Luxemburg koning van Bohemen en Hongarije keizer van Oostenrijk                                             | konings- en keizerskroning te Frankfort, zoon                                                                                |